# قبض كويكبي

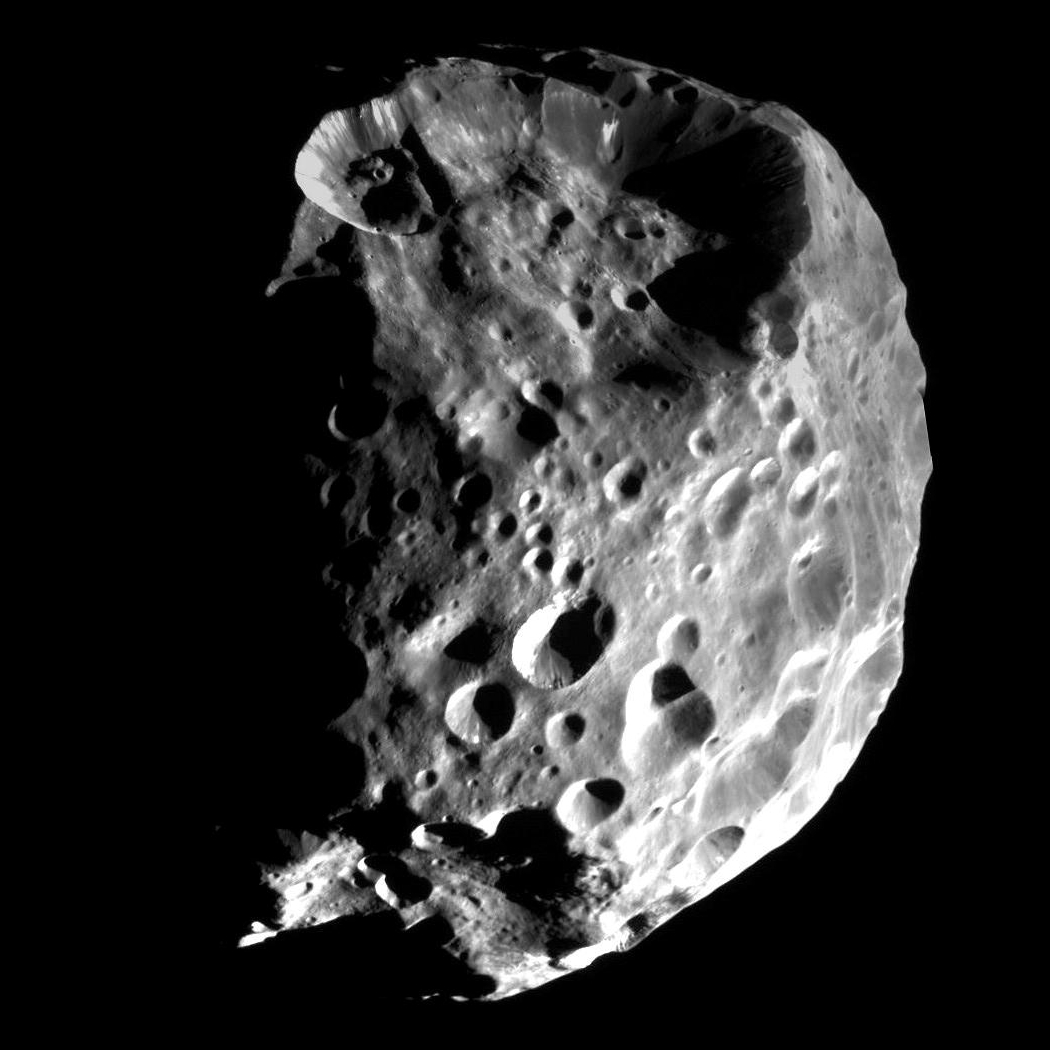
فويبي، كما تم تصويره بواسطة مسبار كاسيني

القبض الكويكبي أو إلتقاط الكويكب هي عملية إدخال مدارية لكويكب حول جسم كوكبي أكبر. عندما يتم التقاط الكويكبات، وهي أجسام صخرية صغيرة في الفضاء، فإنها تصبح أقمارًا طبيعية. تعتبر جميع الكويكبات التي دخلت مدار الأرض أو الغلاف الجوي حتى الآن ظواهر طبيعية؛ ومع ذلك، يعمل المهندسون الأمريكيون على طرق للمركبات الفضائية الروبوتية عن بُعد لاسترداد الكويكبات باستخدام الدفع الكيميائي أو الكهربائي. يمكن تصنيف هذين النوعين من التقاط الكويكبات على أنها طبيعية ومصطنعة.
- قبض الكويكبات الطبيعية هو التقاط باليستي لكويكب حر في مدار حول جسم كوكبي أكبر مثل نجم أو كوكب آخر، بسبب قوى الجاذبية.
- ينطوي الالتقاط الاصطناعي للكويكب على أقمار صناعية من صنع الإنسان تمارس عمداً قوة على كويكب لإدخاله في مدار معين.

قد يزود الاسترجاع الاصطناعي للكويكبات العلماء والمهندسين بالمعلومات المتعلقة بتكوين الكويكبات، حيث من المعروف أن الكويكبات تحتوي أحيانًا على معادن نادرة مثل البلاديوم والبلاتين. تشمل محاولات استعادة الكويكب مهام إعادة توجيه الكويكبات التابعة لوكالة ناسا منذ عام 2013. تم إلغاء هذه المهمة في عام 2017. لكن المهمات الأخرى المتعلقة بالكويكبات لا تزال تعمل مثل أوزيريس ريكس التابعة لناسا، والتي جمعت عينة من كويكب قريب من الأرض في 22 أكتوبر 2020.

## التواجد الطبيعي للعملية
يحدث قبض الكويكب عندما «يخطئ» كويكب ما عند سقوطه نحو الكوكب، ولكن لم يعد لديه سرعة كافية للهروب من مدار الكوكب. في هذه الحالة، يتم التقاط الكويكب، ويدخل في مدار مستقر حول الكوكب ولا يمر عبر الغلاف الجوي للكوكب. ومع ذلك، فإن الكويكبات قد تصطدم أحيانًا بالكوكب. تشير التقديرات إلى أن الكويكبات الصغيرة تضرب الأرض كل 1000 إلى 10000 سنة.
يعتمد حجم المدار وخصائصه الفيزيائية على كتلة الكوكب. دائمًا ما يدخل الكويكب المقترب في مجال تأثير الكوكب على مسار زائدي نسبة إلى الكوكب. عندما يصادف الكوكب كويكب أكبر من أن يتم جلبه إلى مدار محدد بواسطة جاذبية الكوكب؛ فإن طاقته الحركية أكبر من طاقته الكامنة المطلقة بالنسبة للكوكب، مما يعني أن سرعته أعلى من سرعة الإفلات. ومع ذلك، يمكن أن يتشوش مسار الكويكب بسبب كتلة أخرى يمكن أن تقلل من طاقته الحركية. إذا أدى ذلك إلى جعل سرعة الكويكب أقل من سرعة الإفلات المحلية، فإن مساره يتغير من القطع الزائد إلى القطع الناقص ويتم التقاط الكويكب. عندما يتغير المسار بمرور الوقت، قد تصطدم الكويكبات ببعضها البعض. بالنظر إلى أن حزام الكويكبات بين المريخ والمشتري يحتوي على حوالي 1.9 مليون كويكب، قدر علماء الفلك أن الكويكبات صغيرة الحجم تصطدم ببعضها مرة واحدة في السنة. يمكن أن يؤدي تأثير الاصطدام إلى تغيير مسار الكويكب، ويمكن للكويكبات أن تدخل مجال تأثير الكوكب.

## تقنية القبض الكويكبي

### الدفع الكهربائي
يعتبر الدفع الكيميائي التقليدي أمرًا رائعًا لبيئة الغلاف الجوي السميكة، ولكن الدفع الكهربائي له كفاءة أعلى من الدفع الكيميائي. تبلغ كفاءة الدافع الأيوني 90 بالمائة بينما تبلغ كفاءة الدفع الكيميائي حوالي 35 بالمائة. في الفضاء، لا يوجد احتكاك بين البيئة والمركبة الفضائية. يتطلب إحضار كويكب ثقيل محركًا عالي الكفاءة مثل الدفع الكهربائي.

### أذرع آلية
استنادًا إلى مهمة Asteroid Redirect التابعة لوكالة ناسا، يمكن للقمر الصناعي التقاط صخرة والعودة إلى مدار محدد مسبقًا. تُستخدم الأذرع الروبوتية لأغراض مختلفة بما في ذلك الاستيلاء على صخرة. Canadarm 2 هو مثال على ذراع آلية متطورة تستخدم في الفضاء. لا يساعد Canadarm 2 في إرساء مركبة فضائية للشحن في محطة الفضاء الدولية فحسب، بل يقوم أيضًا بصيانة المحطة.

### التحليق فوق القمر
يمكن أيضًا استخدام التحليق فوق القمر لالتقاط كويكب. تحتوي مدارات الكويكب على ثوابت جاكوبي مختلفة قبل التحليق على القمر وبعده. عندما يدور ثابت جاكوبي الخاص بالكويكب بعد وصوله إلى قيمة معينة، فسيتم التقاط الكويكب. يمكن تمثيل مناطق الالتقاط الخاصة بثوابت جاكوبي الأولية المختلفة قبل التحليق عدديًا، ويمكن استخدام مناطق الالتقاط هذه لتحديد ما إذا كان يمكن التقاط الكويكب أم لا من خلال التحليق القمري، والذي سيتم التحقق من صحته أخيرًا من خلال نموذج ephemerides.

## دوافع الالتقاط التقني

### الدفاع الكوكبي
يمكن لبعثات التقاط الكويكبات الاصطناعية أن تسمح للعلماء بإحراز تقدم كبير في العديد من المجالات المتعلقة بالدفاع الكوكبي ضد الأجسام القريبة من الأرض: 
1. حصره. ستتيح مهام التقاط الكويكبات الاصطناعية تطوير قدرة إرساء أكثر موثوقية، مما يساعد المركبات الفضائية على الارتباط بالكويكبات بشكل أفضل، وبالتالي توفير المزيد من الخيارات لانحراف الأجسام القريبة من الأرض (NEO).
2. التوصيف الهيكلي. ستساعد بعثات التقاط الكويكبات المهندسين على تحسين القدرة على التوصيف الهيكلي. واحدة من أكثر تقنيات انحراف الأجسام القريبة من الأرض نضجًا هي من خلال التأثير الحركي، لكن فعاليتها لا يمكن التنبؤ بها إلى حد كبير بسبب نقص المعرفة بحالة الجسم القريب من الأرض وهيكله. إذا تمكنا من تحديد خصائص سطح الأجسام القريبة من الأرض وهيكلها بشكل أفضل، فسنكون قادرين على استخدام التأثير الحركي لإعادة توجيه الأجسام القريبة من الأرض بدرجة أكبر من اليقين.
3. بيئة الإضطراب. سيكتسب العلماء المعرفة حول بيئة الإضطراب للأجسام القريبة من الأرض، ويفهمون بشكل أفضل القوى التي يمكن أن تؤدي إلى رفع الإضطراب وسلوكيات الاستقرار. ستساعد هذه المعرفة في تصميم بعض مناهج إعادة التوجيه NEO، مثل Gravity Tractor وConventional Rocket Engine.

### استغلال موارد الكويكبات
أحد الأسباب الرئيسية لالتقاط كويكب هو الوصول إلى الموارد الموجودة عليه. يحتوي كويكب شوندريت LL قليل الموارد نسبيًا على 20٪ من الحديد، بالإضافة إلى كمية كبيرة من المواد المتطايرة في شكل ماء ومعادن وأكسجين. على الرغم من أنه من الممكن إعادة هذه الموارد إلى الأرض، ونظرًا لتكلفة إعادتها العالية ووفرة هذه الموارد على الأرض، فإن الهدف الأساسي لاسترداد الكويكب في المستقبل القريب سيكون المعالجة والاستخدام في الفضاء فور جمعها وليس إعادتها. تتمثل ميزة الحصول على الموارد من الكويكبات مقارنة بإرسال تلك الموارد من الأرض في تكلفتها المنخفضة نسبيًا. باستخدام الدفع الكيميائي التقليدي، تقدر وكالة ناسا أن إيصال كيلوغرام واحد من الكتلة من الأرض إلى مدار قمري مرتفع يكلف 100 ألف دولار. وهذا يعني تكلفة قدرها 20 مليار دولار لتسليم 500 طن من المواد إلى مدار قمري مرتفع. إن مهمة التقاط الكويكبات التي تنقل نفس الكمية من المواد إلى مدار قمري مرتفع، ستكلف بشكل مثالي 2.6 مليار دولار فقط.

### مزيد من الاستكشاف
يمكن أن تساعد بعثات التقاط الكويكبات الاصطناعية العلماء على تطوير تقنيات يمكن أن تكون مفيدة لمزيد من الاستكشاف إلى وجهات أخرى في الفضاء: 
1. المسار والملاحة. من خلال تجربة مناورة كتلة كبيرة مثل كويكب، يمكن للعلماء اكتساب المعرفة حول كيفية التنقل في مجالات الجاذبية للأجرام السماوية المختلفة. يمكن أن تساعد مهمات التقاط الكويكبات الاصطناعية أيضًا في القدرة المثالية على توفير كميات كبيرة من الموارد المطلوبة لمزيد من استكشاف الفضاء.
2. تقنيات جمع العينات والاحتواء. سوف تتطلب منا مهام التقاط الكويكبات الاصطناعية الحصول على عينات من الكويكبات. يمكن أن يساعد ذلك في تطوير تقنيات جمع العينات واحتوائها، والتي ستكون مفيدة لجميع أنواع مهام استكشاف الفضاء.
3. القدرة على الإرساء. ستتطلب المزيد من الاستكشافات في الفضاء قدرات إرساء أكثر قوة لاستيعاب استخدام المركبات والموائل ووحدات الشحن. ستساعد بعثات التقاط الكويكبات المهندسين على تحسين هذه القدرات.

### قاعدة للسكن
إذا تمكن العلماء من إيجاد طريقة فعالة لاستخدام الموارد مثل الماء والأكسجين والمعادن التي تم جمعها من الكويكبات التي تم التقاطها، فإن هذه الكويكبات لديها أيضًا القدرة على أن تصبح قواعد لسكن الإنسان. يمكن أن تكون الكتلة الوفيرة للكويكب ذات قيمة بالنسبة للموئل نظرًا لخصائص الحماية من الإشعاع. يمكن استخدام المعادن والمواد الأخرى المستخرجة من الكويكب على الفور لبناء الموطن. إذا كان الكويكب كبيرًا بدرجة كافية، فيمكنه حتى توفير قدر من الجاذبية، وهو ما سيكون أكثر قابلية لسكن الإنسان.

### التعاون الدولي
يمكن للجنة الدولية الإشراف على جميع عمليات استرجاع الكويكبات ودراسات المواد التي تم جمعها وتوفير توزيع متوازن وعادل للمواد المسترجعة. لا يزال بإمكان الدول التي ليس لديها برنامج فضائي وطني مكلف إجراء البحوث.

## محاولات

### مهمة ناسا لإعادة التوجيه
الهدف من مهمة ناسا لإعادة التوجيه هو إرسال مركبة فضائية آلية إلى كويكب كبير قريب من الأرض ثم جمع صخرة تزن عدة أطنان من سطحه. سيأخذ رواد الفضاء عينات من الصخرة ويعيدونها إلى الأرض لمزيد من الدراسة العلمية، وفي النهاية سيعيدون توجيهها إلى مدار حول القمر حتى لا تضرب الأرض. بالإضافة إلى ذلك، فإن التفاعل مع الكويكبات سيوفر الكثير من البيانات المفيدة فيما يتعلق بالبنية الداخلية للكويكب وبالتالي يحل أسئلة طويلة الأمد حول مادة الكويكبات. تدمج هذه المهمة عمليات المركبات الفضائية الآلية والمأهولة، وإذا نجحت، فستظهر القدرات الأساسية اللازمة لرحلة ناسا إلى المريخ. ومع ذلك، ألغى توجيه سياسة الفضاء 1 للبيت الأبيض المهمة في 11 ديسمبر 2017 لاستيعاب تكاليف التطوير المتزايدة. ومع ذلك، سيستمر استخدام العديد من التقدم الكبير في تطوير المهمة، مثل الدفع الكهربائي الشمسي، واكتشاف وتوصيف الكويكبات الصغيرة القريبة من الأرض، والقدرة على التقاط أجسام كبيرة صعبة الالتقاط في الفضاء السحيق في المستقبل.

### أوزيريس ريكس (OSIRIS-REx)
يتم تشغيل أوزيريس ريكس (OSIRIS-REx) بواسطة وكالة ناسا للحصول على عينة من كويكب قريب من الأرض يسمى Bennu والتعرف على تكوين وتطور النظام الشمسي. تم إطلاق Osiris-REx في 8 سبتمبر 2016 ووصل إلى أقارب Bennu في 3 ديسمبر 2018. في 20 أكتوبر 2020، وصلت إلى Bennu وجمعت عينة بنجاح.